# Johann Adam Heckel
Johann Adam Heckel (14 de juliol de 1812 a Adorf – 13 d'abril de 1877 a Biebrich), va ser un constructor d'instruments alemany, especialment de fusta i principalment de fagots, donant nom a la famosa marca Wilhelm Biebrich Heckel també coneguda al món, com Heckel.
La companyia Wilhelm Heckel va ser fundada al 1831 a la ciutat de Wiesbaden. En aquells temps, Johann Adam Heckel treballava com a lutier de fagots per a la marca Schot a Mainz. Allí va conèixer al fagotista principal de l'orquestra de Biebrich Karl Almenräder i van fundar junts la Companyia “ALMENRÄDER UND HECKEL”.
Després de la mort de Almenräder, Johann Adam Heckel va portar la companyia sol però més tard, va ser el seu fill Wilhelm Heckel qui es va posar al càrrec. Va mantindre un enorme contacte amb Richard Wagner que es trobava a Biebrich i proposant les característiques que volia per al fagot a les seues óperes, es va crear el fagot de sistema alemany que és el que coneixem avui en dia. Així es va convertir en la marca de fagots més prestigiosa fins als nostres temps i es va canviar el nom de la companyia com “WILHELM HECKEL BIEBRICH”.
En veure el seu gran èxit com a constructors de fagots, es van atrevir a construir clarinets, clarinets baixos, flautes, saxòfons i oboés també amb gran èxit.
Fins als dia d'avui ha anat perfeccionant aquest instruments millorant la seva mecànica, afinació i acústica considerant els seus intruments, els millors del món.